# Henry Abramson
Pour les articles homonymes, voir Abramson.
Henry Abramson (né le 25 juin 1963) est un historien américain titulaire d'un doctorat en histoire juive obtenu à l'université de Toronto. Depuis 2006, il est le doyen des affaires académiques et des services aux étudiants à Touro College South Beach à Miami. Il est actuellement le président par intérim des études judaïques dans ce même établissement.
Henry Abramson est notamment connu pour son érudition sur l'histoire des Juifs d'Europe orientale. Il fut professeur adjoint d'histoire des études juives à la Florida Atlantic University de 2002 à 2006. Il fit également de nombreuses conférences à l'université d'Oxford, l'université Cornell, université Harvard et à l'université hébraïque de Jérusalem.